# Laoponia saetosa
Espèce
Laoponia saetosa est une espèce d'araignées aranéomorphes de la famille des Caponiidae.

## Distribution
Cette espèce se rencontre au Viêt Nam dans la province de Ninh Bình et à Hải Phòng, au Laos dans la province de Luang Prabang et en Chine au Guangxi,.

## Description
Le mâle holotype mesure 2,83 mm.
Le mâle décrit par Liu, Li et Pham en 2010 mesure 3,60 mm et la femelle 4,00 mm.
Le mâle décrit par Liu, Yin, Liu, Xu, Xiao et Peng en 2019 mesure 4,37 mm et la femelle 4,98 mm.

## Publication originale
- Platnick & Jäger, 2008 : On the first Asian spiders of the family Caponiidae (Araneae, Haplogynae), with notes on the African genus Diploglena. American Museum novitates, no 3634, p. 1-12 (texte intégral).